# 明福寺 (江戸川区)
明福寺（めいふくじ）（みょうふくじ）は、東京都江戸川区にある浄土宗の寺院。

## 概要
1226年（嘉禄2年）、親鸞によって開山された。親鸞が常陸国茨城郡笠間（現・茨城県笠間市）から京都に向かう途中、当地で旱魃に苦しんでいる村人を救うために、雨ごいをして雨を降らせたことがきっかけで当地に留まって寺を創建した。
その後の戦乱で廃寺化したが、文明年間（1469年～1487年）に徳誉笈公が中興し、その際に浄土宗に転宗した。
現在の当寺の宗派は浄土宗になっているが、今も親鸞にまつわるものが残っている。例えば、親鸞が自画像を彫らんとして鏡代わりにした池「鏡ヶ池」やその際に袈裟をかけた松「袈裟かけの松」などがある。また「親鸞堂」と呼ばれる堂があり、親鸞像が安置されている。

## 文化財
- 木造親鸞聖人坐像（一躯） - 江戸川区指定有形文化財・彫刻、鎌倉から南北朝にかけての作[5]
- 木造聖徳太子立像 - 江戸川区登録有形文化財・彫刻、室町時代の作[6]

## 交通アクセス
- 瑞江駅より徒歩14分（経路案内）。

## 関連文献
- 「下鎌田村 明福寺」『新編武蔵風土記稿』 巻ノ29葛飾郡ノ10、内務省地理局、1884年6月。NDLJP:763979/65。
- 斎藤長秋 編「巻之七 揺光之部 第三 天川山妙福寺」『江戸名所図会』 四、有朋堂書店、277頁。NDLJP:1174161/143。